# Neurit
Neurit är ett samlingsnamn för utskotten från nervcellers cellkroppar, d.v.s. axon och dendriter.
Det är också det latinska namnet för nervinflammation, som kan drabba enstaka perifera nerver och kallas då mononeurit. Exempel härpå är ansiktsförlamning och synnervsinflammation. Om flera nerver drabbas talar man om polyneurit eller polyneuropati, som kan bero på förgiftning, alkoholism, diabetes eller en ämnesomsättningsrubbning. 